# CSKA Ałmaty
CSKA Ałmaty (kaz. ЦСКА Алматы Футбол Клубы) – kazachski klub piłkarski z siedzibą w Ałmaty.

## Historia
Chronologia nazw:
- 1992–1997: CSKA Ałmaty (kaz. ЦСКА Алматы)
- 1998–2000: CSKA Kajrat Ałmaty (kaz. ЦСКА‑Қайрат Алматы)
- 2001: CSKA Ałmaty (kaz. ЦСКА Алматы)
- 2002: CSKA-Żiger Ałmaty (kaz. ЦСКА-Жігер Алматы)
- Od 2010: CSKA Ałmaty (kaz. ЦСКА Алматы)

Klub został założony w 1992 jako CSKA Ałmaty i debiutował w pierwszych rozgrywkach o Mistrzostwo niepodległego Kazachstanu, w których zajął ostatnie 24. miejsce i spadł do Pierwoj Ligi. Na początku 1998 w klubie odbyła się reorganizacja. Kajrat Ałmaty został podzielony na dwie części. Pierwsza część zawodników przechodzi na służbę w wojsku i tak powstaje klub pod nazwą CSKA Kajrat Ałmaty, który startował w Wysszej Lidze. Druga część Kajratu jako SOPFK Kajrat rozpoczyna rozgrywki w Pierwoj Lidze. Oba kluby połączyły się dopiero w styczniu 2001. Po fuzji w 2001 Ministerstwo Obrony utworzyło ponownie klub CSKA Ałmaty, który startował w Pierwoj Lidze. W następnym roku klub zmienił nazwę na CSKA-Żiger Ałmaty. W 2003 połączył z klubem Bołat Temyrtau i z nazwą Bołat-CSKA Temyrtau reprezentował miasto Temyrtau do 2005 mistrzostwach Kazachstanu.
Dopiero w 2010 został odrodzony jako CSKA Ałmaty i ponownie startował w Pierwoj Lidze.

## Sukcesy
- Priemjer-Liga: 7. miejsce (1998)
- Puchar Kazachstanu: 1/2 finału (1998/99)